# Компактрон
Компактрон е вид електронна лампа, предшественик на транзисторните схеми. Тази лампа съдържа в себе си множество електродни структури, поставени в един корпус. Тези схеми се използват в първите лампови радиоприемници и телевизионни приемници.
Първите подобни електронни лампи са проектирани от Дженерал електрик.. Най-обща структура на 12-пинов елемент:Широкият 12-пинов кръг също осигурява добра основа (или поддържащи вътрешни структури. В по-голямата си част точките на опора попадат директно под електродите, към които са прикрепени. В допълнение, допълнителното разстояние между щифтовете улеснява заваряването на вътрешните връзки. Опростената изработка ще бъде прехвърлена на потребителите на компактрон под формата на намалени разходи. Разработването или междуелектродният къс или микрофонизъм по време на употреба изглежда ще бъде намален.